# マリアンナ・デーンホフ

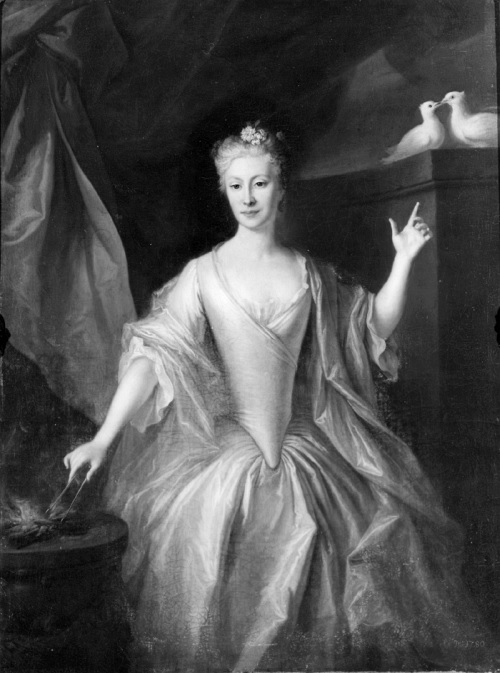
マリアンナ・デーンホフ、ルイ・ド・シルヴェストル画

マリア・アンナ・マグダレーナ・ビェリンスカ（Maria Anna Magdalena Bielińska, 1688年頃 - 1730年4月20日）は、ポーランドとザクセンの統治者アウグスト強王の妾の1人。姓は、最初の結婚に伴いデーンホフォヴァ（Denhoffowa）、2度目の結婚に伴いルボミルスカ（Lubomirska）となる。

## 生涯
王冠領宮内長官カジミェシュ・ルドヴィク・ビェリンスキと、財務長官ヤン・アンジェイ・モルシュティンの娘ルドヴィカ・マリア・モルシュティンの間の娘。兄フランチシェク・ビェリンスキも宮内長官の顕職に至った。両親の邸宅オトフォツク・ヴィエルキ宮殿で少女時代を過ごし、1703年リトアニア大侍従・砲兵隊将軍だったボグスワフ・エルネスト・デーンホフと最初の結婚し、娘を2人もうけた。
父も夫もアウグスト強王の支持するサンドミェシュ連盟に所属したことから、大北方戦争の混乱を経て王位を回復したアウグストの妾となる話が持ち上がった。1713年、王はそれまでの妾だったコーゼル伯爵夫人を宮廷から追放し、マリアンナを新しい妾に迎えた。マリアンナは義兄の在ワルシャワフランス大使ジャン＝ヴィクトル・ド・ブザンヴァル・ド・ブルンシュタットと一緒になって、王にフランス寄りの政策を勧め、国政に介入した。
1719年には王の寵を失う。最初の夫とは婚姻を解消し、1718年イェジ・イグナツィ・ルボミルスキ公爵と再婚、間に1男1女をもうけた。